# パリ包囲戦 (845年)
845年のパリ包囲戦（フランス語: Siège de Paris）は、ヴァイキングが西フランク王国の主要都市パリを攻略し略奪した戦いで、西フランク（現在のフランス）におけるヴァイキングの絶頂期を象徴する事件である。ヴァイキング側の指導者の名は「レギンヘルス」（Reginherus）もしくはラグナル（Ragnar）と記録されており、これをサガに登場する伝説的な英雄ラグナル・ロズブローク(古ノルド語: Ragnarr Loþbrók, Ragnar Loðbrók)と同一視する説もある。845年3月、120隻を数えるヴァイキングの船団がセーヌ川を遡行してきた。西フランク王シャルル2世は小規模な部隊を派遣したがヴァイキングに撃退された。ヴァイキングは三月末の復活祭の時期にパリに到達した。彼らは街を占領して蹂躙した後、シャルル2世から7000リーブル (2,570キログラム (83,000 ozt))の金銀を退去料として獲得して引き上げた。

## 背景
799年、フランク王国は初めてヴァイキングの襲撃を受けた。810年、カール大帝は海からの侵略への対抗策として北部海岸線に防衛体制を敷いた。このシステムはカール大帝死後の820年にセーヌ川に侵入したヴァイキングを撃退するのには成功したが、834年に起きたフリースラント・ドレスタッドのヴァイキングの侵攻を防ぎきることが出来なかった。この820年と834年の襲撃は連続性が無い小規模なもので、組織的な襲撃がイギリス海峡両岸で激化するのは830年代後半からである。ヴァイキングにとっては、種々の略奪行はノース人貴族の権力と地位を示す格好の機会であった。また彼らは、フランク王国内部の政情をよく把握していた。830年代から840年代、フランク王国の内戦に乗じてヴァイキングは大陸への影響力を大きく伸ばした。主なものでは836年にアントウェルペンとノワールムティエ島が、841年にルーアンが、842年にカントヴィックとナントがヴァイキングに略奪された。

## 845年の戦争
845年3月、デーン人ヴァイキングの120隻5000人の船団が、デーン人首長レギンヘルスに率いられてセーヌ川に侵入した。レギンヘルスをサガの英雄ラグナル・ロズブロークに結び付ける考えは、長年にわたり歴史家たちの間で議論の的になっている。841年ごろ、レギンヘルスはシャルル2世からフリースラントのトルホウトを与えられたが、次第にこの土地を失い、同時にシャルル2世への忠誠も消えていった。レギンヘルス率いるヴァイキングの軍勢は845年にセーヌ川を遡行し、ルーアンを略奪した。シャルル2世はパリ郊外のサン＝ドニ大聖堂を破壊から守るため、セーヌ川両岸に部隊を置いて防衛にあたらせた。ヴァイキングはこの小分けされた防衛隊の一方を攻撃して壊滅させ、捕らえた111人のフランク人戦士をセーヌ川中の島の一つで吊るし首にした。この行為はオーディンを讃えるためのものであるとともに、残るフランク軍に対する脅迫でもあった。

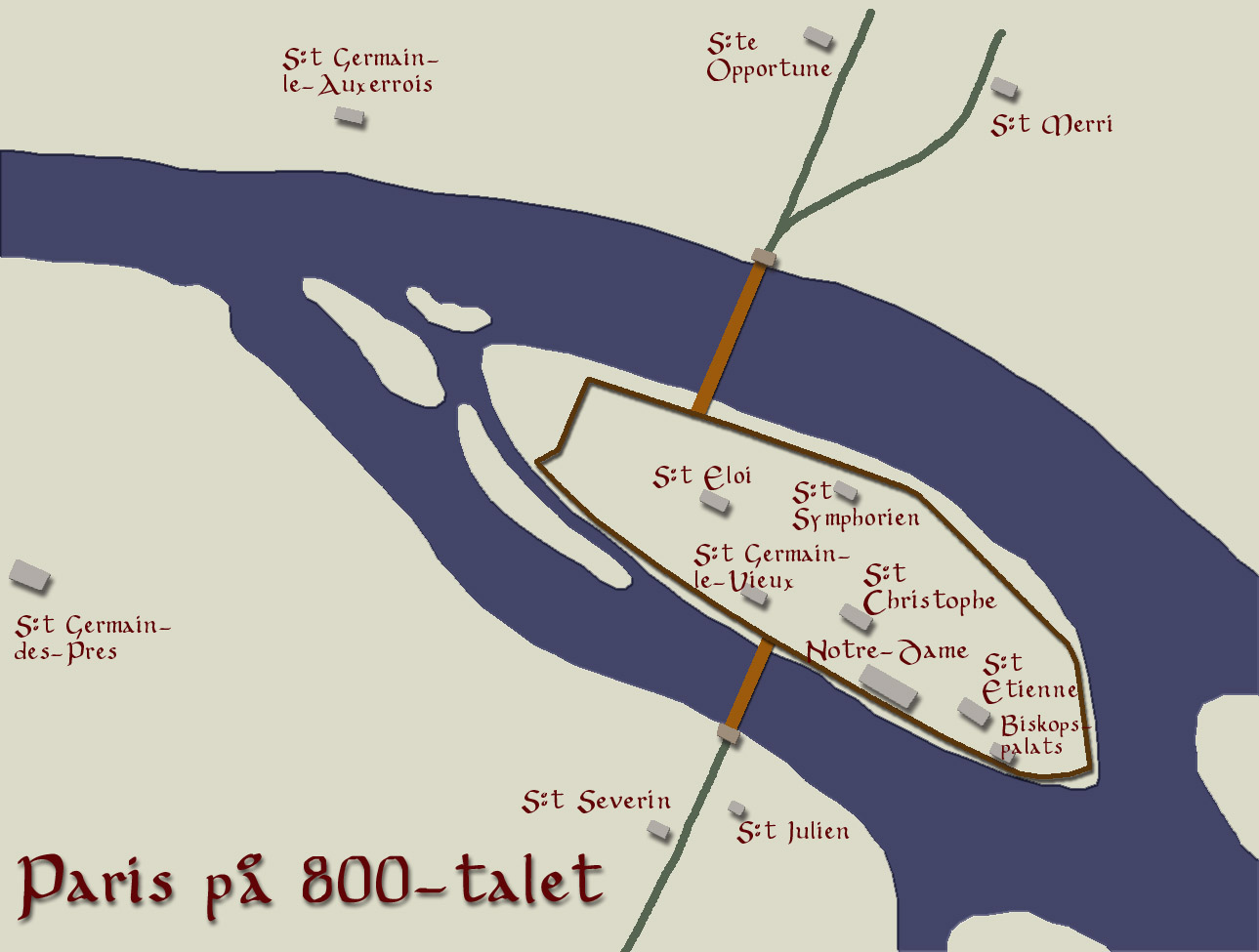
9世紀のパリ。市街は現在のシテ島にあたるセーヌ川の中州に集中していた。

防衛線を突破したヴァイキングは、3月29日（復活祭の日曜日）にパリに到達し、そのまま市街に入って略奪を繰り広げた。この時、ヴァイキングの陣営で疫病が発生した。彼らがキリスト教を排撃して北欧の神に祈ると疫病が拡大したが、あるキリスト教徒の囚人の助言を容れて行動したところ、疫病は収まったという。フランク人はパリを占領したヴァイキングを追い払う策を持たなかった。シャルル2世から7000リーブラの金銀を送られて、ようやくヴァイキングはパリから退去した。この量はおよそ2,570キログラム (5,670 lb)に相当する。かつてレギンヘルスがシャルル2世から与えられた領土を奪い返されたことを考えると、パリ包囲戦はレギンヘルスによる報復戦であり、シャルル2世の貢納金は、その領土の賠償金だったとみることもできる。これは、フランク人がヴァイキングに支払った13回のデーンゲルドの中で最初のものであった。なお、この時代にはデーンゲルドという言葉は使われていない。パリからの退去に同意したレギンヘルスらは、サン＝ベルタン修道院など河岸を略奪しながら引き上げていった。
シャルル2世は莫大な貢納金をヴァイキングに支払ったことで激しい批判にさらされたが、彼は兄のロタール1世やアクィタニア王ピピン2世との闘争も抱えていて、対ヴァイキング問題に注力することが出来なかった。843年のヴェルダン条約でロタール1世との闘争には終止符が打たれていたが、シャルル2世としては、パリ救援のために下手に伯に軍勢を率いさせて派遣すると裏切られるという疑念を捨てきれなかったのである。そうなるよりも金で平和を買うことで、シャルル2世は時間を稼ぎ、今後のヴァイキングの侵略に向けた対策を講じようとしたのである。

## その後
同じく845年、ヴァイキングがハンブルクを占領した。この町は831年に教皇グレゴリウス4世と皇帝ルートヴィヒ1世によって大司教座に昇格し、ザクセンやスカンディナヴィアへのキリスト教布教の足掛かりとされていた。ヴァイキングの襲撃を受けて、東フランク王ルートヴィヒ2世はデンマーク王ホリック1世のもとにコッボ（Cobbo）ら2人の伯を派遣して、デンマーク王に対するフランク王の宗主権を認め、賠償金を支払うよう要求した。最終的にホリック1世はこれに同意し、略奪した宝物や囚人も返還することを約束した。当時ホリック1世はスウェーデン王オーロフ1世との戦争や国内の内紛を抱えており、ザクセン方面に敵を作ることを望んでいなかったのである。この和約の成立後、ホリック1世はルートヴィヒ1世のもとに定期的に使者と貢物を送り、ヴァイキングへの援助を取りやめた。
パリを略奪したヴァイキングは多くが疫病で命を落としたが、レギンヘルスは生きながらえてホリック1世の宮廷まで帰還できていた。ルートヴィヒ1世の派遣した使節の一員による記録では、レギンヘルスはサン＝ジェルマン＝デ＝プレ教会やパリ近郊を攻撃したが、聖ゲルマヌス（サン＝ジェルマン）の力による疫病で苦しめられた。ラグナルはホリック1世に戦利品を見せて、いかにパリ征服が簡単であったかを自慢する一方で、自分に抵抗したのは遥か昔の故人である聖人だけだった、と言って泣き崩れたという。その後レギンヘルスの部下たちもまもなく次々と死んだため、キリスト教の力を恐れたホリック1世はパリから帰還した生存者たちの処刑を命じ、キリスト教徒の囚人を解放したのだという。この事件は、ホリック1世が「北方への使徒」として知られる聖アンスガルを友好的にデンマークへ受け入れるきっかけともなった。
なお、860年代には再びヴァイキングがパリを占領し、莫大な賠償金を獲得している。しかしこのころからパリは要塞化が進み、後に史上最大規模のヴァイキング軍勢を迎え撃った885年のパリ包囲戦では、数万人のヴァイキングの攻撃を1年近くも耐えきることができるようになった。